# هوتة أدراق (تمساوت)
هوتة أدراق هو دُوَّار يقع بجماعة تمساوت، إقليم الحسيمة، جهة طنجة تطوان الحسيمة في المملكة المغربية. ينتمي الدوّار لمشيخة تمساوت التي تضم 10 دواوير. يقدر عدد سكانه بـ 396 نسمة حسب الإحصاء الرسمي للسكان والسكنى لسنة 2004.

## روابط خارجية
- البوابة الوطنية للجماعات الترابية
- المندوبية السامية للتخطيط